# 혜교
혜교(慧皎, 497년 ~ 554년)는 중국 남북조 시대 양나라의 승려이다. 경론(經論) 연구에 힘썼으며 민중 교화(敎化)와 저술에 전념하였다. 저서 《고승전》(高僧傳) 이 전해진다. 회계상우(會稽上虞, 지금의 저장성) 출신이다.

## 생애
불교 경전과 율장에 널리 통달하였다. 회계 가상사(嘉祥寺)에서 도를 배웠고, 봄여름에는 경전을 강의했고, 가을 겨울에는 저술에 몰두했다. 승성(承聖) 2년(553년), 후경이 일으킨 병란을 피해 분성(湓城, 지금의 장시성 주장 시)으로 거처를 옮겼다. 그곳에서도 강설을 멈추지 않았다. 이듬해 2월에 세상을 떠났으니 향년 58세였다. 여산(廬山) 선각사(禪閣寺)에서 장례를 치르고, 그곳에 묘를 두었다.

## 저서
- 《열반경의소》(涅槃經義疏) 10권
- 《범망경소》(梵網經疏) 3권

두 책 다 일찍 없어져 전하지 않음.

### 《고승전》
《고승전》(高僧傳)은 혜교가 양 무제 천감(天監, 502년~519년) 연간에 후한에서 당대까지의 500여 고승들의 일대기를 모아 펴낸 책으로 14권이다. 남북조 시대의 불교를 포함해 초기 중국 불교사를 연구하려면 반드시 이용해야 하는 중요한 사료이다.
혜교 당시에 이미 많은 승전(僧傳, 승려들의 일대기)이 있었다. 혜교는 기존의 승전이 한 지방의 승려들만 다루었거나, 하나의 덕목만 강조되는 등의 문제점이 있다고 보고, 이를 해결하면서 승전의 특색을 잘 드러낼 수 있는, 완전한 승전을 만들고자 했다. 특히, 당대에는 저명한 승려를 망라하던 《명승전》(名僧傳)이 유행했는데, 혜교는 그런 명망 위주의 편찬 의도를 버리고, 승려가 그 이름이 널리 알려지지 않았더라도 덕행이 뛰어나면 고승으로 간주하고 책에 실었다. 여기서 당시 지나치게 번성하여 타락상마저 보이던 양나라 불교계에 자성을 촉구하는 혜교의 의도를 볼 수 있다.